# Nothing (entreprise technologique)
Pour les articles homonymes, voir Nothing.
Nothing (Nothing Technology Limited) est une entreprise anglaise de technologie et d'informatique grand public spécialisée dans la vente de smartphones et d'électronique. Elle est fondée par Carl Pei en 2020.

## Histoire de Nothing
En 2020, Carl Pei, travaille chez OnePlus, qu'il a cofondé sept ans plus tôt avec Pete Lau. Pei annonce sa démission le 16 octobre 2020, afin de pouvoir démarrer une nouvelle entreprise. Pei a ensuite levé jusqu'à 7 millions de dollars auprès de plusieurs investisseurs pour démarrer son entreprise, notamment l'inventeur de l'iPod Tony Fadell, le cofondateur de Twitch Kevin Lin, le PDG de Reddit Steve Huffman et le YouTuber Casey Neistat.
Le 15 février 2021, Nothing achète la marque Essential Products près d'un an après la fermeture de l'entreprise,.
Le 25 février 2021, la société annonce son premier partenariat avec Teenage Engineering, pour produire le design de la marque et de ses produits.
Nothing a annoncé son premier produit le 27 juillet 2021, baptisé « ear (1) », qui sont des écouteurs sans fil.
Le 13 octobre 2021, la société a levé jusqu'à 50 millions de dollars et a également annoncé un partenariat avec Qualcomm.
Le 9 mars 2022, le jour même où Nothing a obtenu un financement de série B, la société a annoncé qu'elle tiendrait une conférence de presse le 23 mars. Lors de cet événement, la société a annoncé son premier smartphone, le "phone (1)".

## Produits

### Ear (1)

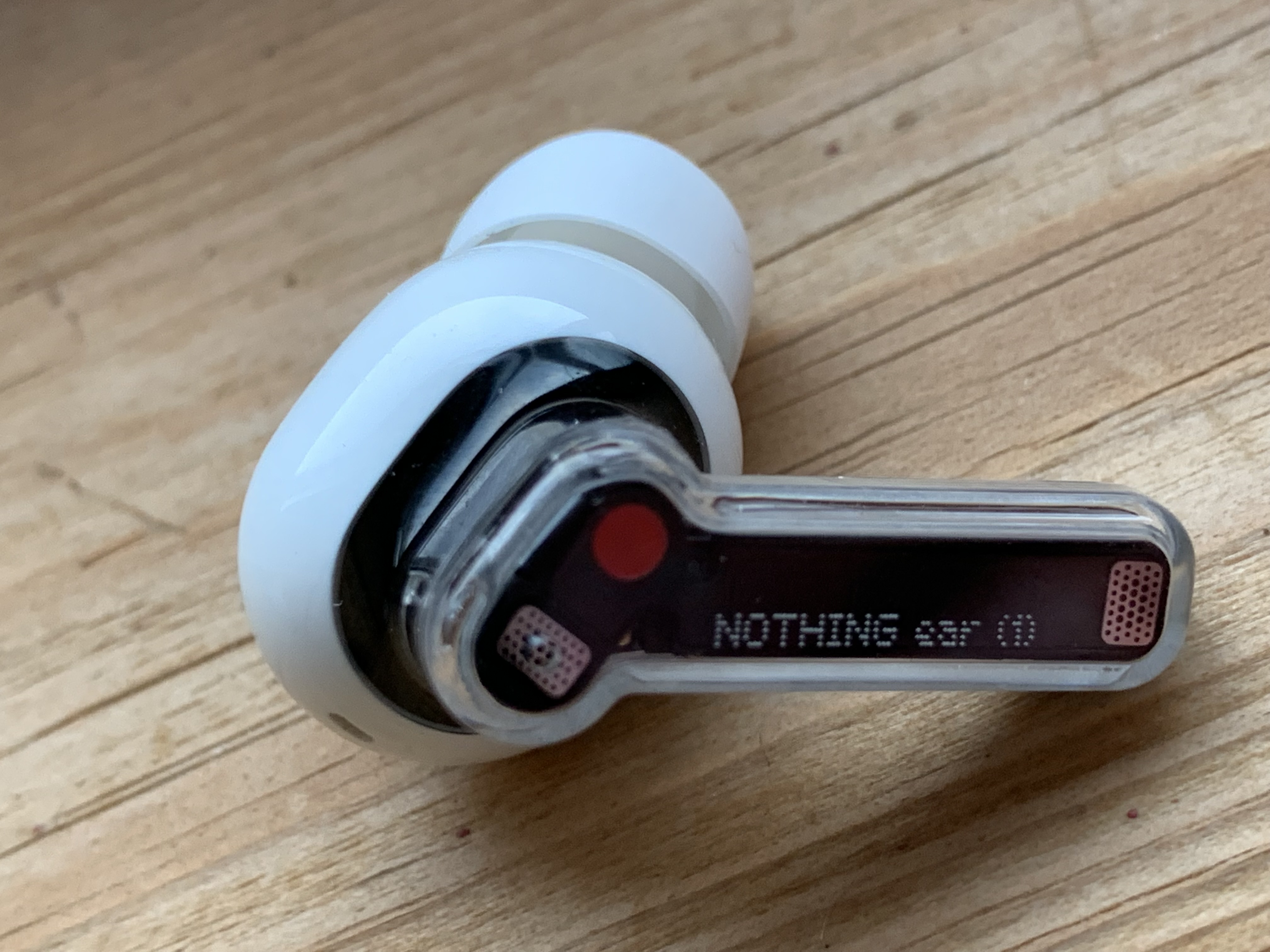
Le Nothing ear (1).

Le Nothing Ear 1, dit comme ear (1), est le premier produit de Nothing. Annoncé le 27 juillet 2021, l'Ear 1 sont des écouteurs sans fil. Les écouteurs peuvent être connectés par Bluetooth et ont jusqu'à 34 heures d'autonomie lorsqu'ils sont utilisés avec le boîtier de charge, et jusqu'à 5,7 heures d'autonomie avec ANC désactivé ; et 24 heures avec le boîtier utilisé et jusqu'à quatre heures pour les écouteurs eux-mêmes avec ANC activé. Les écouteurs ont été mis en vente le 17 août 2021, à 99 $.
Une version noire a également été annoncée le 6 décembre 2021 et mise en vente le 13 décembre[source secondaire souhaitée].

### Phone (1)

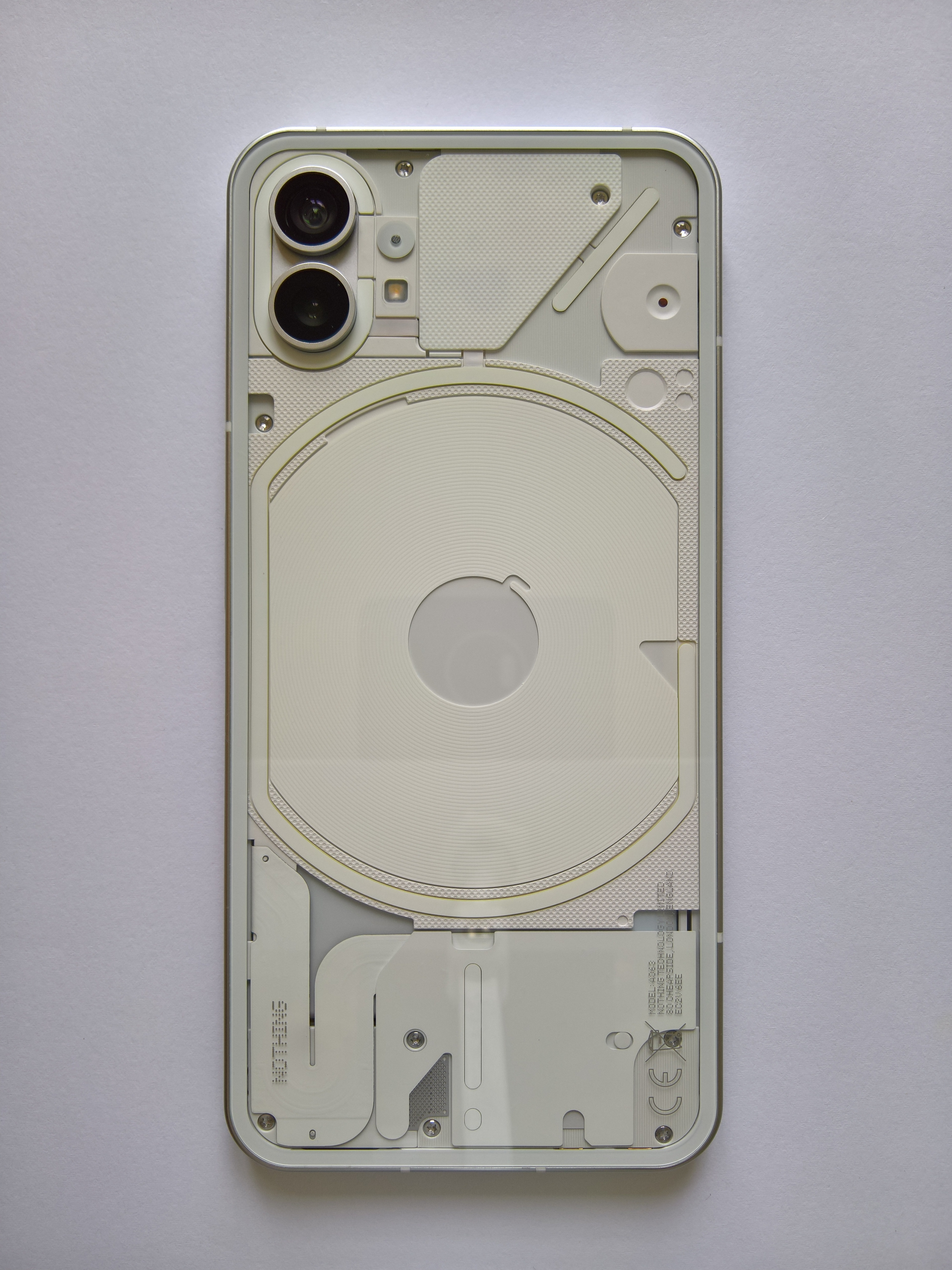
Le Nothing Phone (1).

Le 23 mars 2022, Nothing a annoncé son premier smartphone baptisé « Phone (1) ».
Le téléphone exécute le système d'exploitation Android sous l'interface NothingOS avec une date de sortie prévue pour l'été 2022.
En juin 2022, Nothing a ouvert une précommande sur invitation uniquement pour le « Phone (1) », qui a atteint jusqu'à 100 000 inscriptions sur la liste d'attente. L'appareil, qui a été dévoilé le 12 juillet à Londres, et comportera un processeur Qualcomm Snapdragon 778G+ et un design transparent.

### Phone (2)
Le second smartphone de Nothing : le Nothing Phone 2 a été annoncé le 11 juillet 2023 et est sorti le 17 juillet 2023[source secondaire souhaitée].
Le téléphone fonctionne sur le système d'exploitation Android 13. NothingOS n'est pas un système d'exploitation mais un Android retouché.

### Phone (2a)
Il s'agit de la version « Lite » (moins chère) du Nothing Phone (2), annoncé le 5 mars 2024. Ce smartphone fonctionne sur le système d'exploitation Android 14 avec NothingOS 2.6".

### Phone (3a)
Il s'agit du troisième smartphone de la marque. Il est annoncé le 4 mars 2025 lors du Mobile World Congress de Barcelone. Il intègre la puce Qualcomm Snapdragon 7s Gen 3 et un nouveau bouton activant une fonction baptisée "Essential Space", il s'agit d'une sorte de "seconde mémoire" propulsée par l'intelligence artificielle : L'utilisateur presse ce bouton ce qui déclenche une capture d'écran, il ajoute ensuite une note vocale ou écrite à cette même capture qui sera par le suite synthétisée par l'IA dans un espace dédié,.